# Severino Poletto
Severino Poletto (ur. 18 marca 1933 w Salgaredzie, zm. 17 grudnia 2022 w Turynie) – włoski biskup rzymskokatolicki, arcybiskup metropolita Turynu w latach 1999-2010, kardynał.

## Życiorys
Pochodzi z wielodzietnej rodziny, ma dziesięcioro starszego rodzeństwa. Studiował w seminarium w Treviso i Casale Monferrato. Święcenia kapłańskie przyjął 29 czerwca 1957. W Akademii Alfonsjańskiej przy Papieskim Uniwersytecie Laterańskim w Rzymie obronił licencjat z teologii. Był wikariuszem w Montemagno, prefektem dyscypliny w seminarium w Casale Monferrato, proboszczem w Oltreponte di Casale. W diecezji Casale Monferrato zajmował się problematyką powołań kapłańskich oraz duszpasterstwem rodzin. W 1974 koordynował obchody jubileuszu 500-lecia diecezji.
3 kwietnia 1980 został mianowany biskupem koadiutorem Fossano. Sakry biskupiej udzielił mu 17 maja 1980 kardynał Anastasio Alberto Ballestrero, arcybiskup Turynu. Rządy w diecezji Fossano przejął w październiku 1980. W marcu 1989 został biskupem diecezjalnym Asti, a 18 czerwca 1999 arcybiskupem Turynu.
21 lutego 2001 Jan Paweł II wyniósł go do godności kardynała, nadając tytuł prezbitera S. Giuseppe in via Trionfale (diakonia podniesiona do rangi tytułu prezbiterskiego pro hac vice).
11 października 2010 papież Benedykt XVI przyjął jego rezygnację złożoną ze względu na wiek emerytalny. Jego następcą został mianowany biskup Vicenzy Cesare Nosiglia.
Uczestniczył w konklawe w 2005 i 2013 roku. 18 marca 2013 w związku z ukończeniem 80 roku życia utracił prawo do czynnego uczestniczenia w przyszłych konklawe.